# King River (Ovens River)
Der King River ist ein Fluss im Nordosten des australischen Bundesstaates Victoria.

## Verlauf
Er ist ein Nebenfluss des Ovens River, entspringt an den Westhängen der australischen Alpen und mündet bei Wangaratta in den Ovens River. Das Tal des King River weist ein mildes Klima auf, das Weinbau zulässt.

## Geschichte des King Valley
Das Tal des King River kann man als „Klein-Italien“ in den Hügeln des nordöstlichen Victoria, südlich der Stadt Wangaratta beschreiben. Seine Geschichte umfasst die der Strauchdiebe ebenso wie die der chinesischen und italienischen Einwanderer.
Die Chinesen kamen Mitte des 19. Jahrhunderts im Rahmen des victorianischen Goldrauschs zur Goldsuche und brachten ihre Tradition als Kleingärtner, Tabakpflanzer und Kaufleute mit. Die Straßen im Tal tragen heute die Namen bekannter chinesischer Familien, wie Mahlook, Honey oder Fosang.
Die italienischen Einwanderer kamen in den 1940er- und 1950er-Jahren und folgten den Chinesen zunächst im Tabakanbau. Bald aber erkannten sie, dass die Gegend ein erhebliches Potenzial für den Anbau europäischer Rebsorten hatte. Gerade in den letzten Jahren hat sich das King Valley eine hervorragende Reputation als Weinregion erarbeitet, z. B. für Rebsorten, wie den Sangiovese, den Nebbiolo oder den Barbera. Man findet nun Namen, wie Pizzini, Dal Zatto, Corsini, Sartori, Ciccone und Poltini in der Gegend. Das Anbaugebiet gilt als höchstgelegene Weinlage Australiens.
Whitfield und Moyhu sind die größten Ansiedlungen im Tal und liegen an der Straße von Wangaratta nach Mansfield.

## Sport
Der King River ist bei Kajakfahrern beliebt: Seine Stromschnellen werden als Grad 2 und Grad 3, eingestuft. Im Jahre 2008 wurden hier die Victorian Downriver Championship und die Australian Downriver Championship ausgetragen.